# نوهرا (نوردهاوزن)
نوهرا (به آلمانی: Nohra) یک شهر در آلمان است که در Nordhausen واقع شده‌است. نوهرا ۹۳۵ نفر جمعیت دارد.